# Serranochromis meridianus
The lowveld largemouth (Serranochromis meridianus) là một loài cá thuộc họ Cichlidae. Nó là loài đặc hữu của Nam Phi.